# Fédération des Palaos de football
La fédération des Palaos de football (en anglais : Palau Football Association) est une association qui regroupe les clubs de football des Palaos et organise les compétitions nationales et les matches internationaux de la sélection des Palaos.

## Présentation
La Fédération Palau Football Association (PFA) est fondée en 2002. C'est une des 14 fédérations sous l'égide du Comité national olympique des Palaos. Depuis sa création, le football a intégré les écoles et un championnat a été créé,.
En 2009, la PFA fait une demande auprès de la EAFF (Fédération de Football de l'Est Asiatique) pour devenir «quasi-membre».
En 2011, un groupe de travail FIFA des petites nations avait décidé que l'adhésion de Palau faisait partie des priorités. Toutefois, l'adhésion à la FIFA, requiert d'abord l'adhésion à la confédération de football d'Océanie.
Les dons, tels ceux du LA Galaxy de San Diego ou du consul honoraire de Palau à San Diego en 2017, ont permis de faire passer de 45 à 180 le nombre de jeunes formés par la PFA.